# Мартинов Мойсей Микитович
Мойсей Микитович Мартинов (нар. 1909 — пом. 1991) — радянський військовик часів Другої світової війни, командир кулеметного взводу 1314-го стрілецького полку 17-ї стрілецької дивізії 48-ї армії, старшина. Герой Радянського Союзу (1945).

## Життєпис
Народився 15 вересня 1909 року в місті Києві в родині робітника. Росіянин. Здобув неповну середню освіту. Працював шофером у радгоспах Комарицького району Брянській області і Мічурінського району Тамбовської області Росії. Член ВКП(б) з 1941 року.
До лав РСЧА призваний Мічурінським РВК у липні 1941 року. Закінчив полкову школу молодших командирів. Учасник німецько-радянської війни з вересня 1941 року. Воював на Західному, Центральному, 1-у і 3-у Білоруських фронтах. Чотири рази був поранений і двічі — контужений. Був шофером продтранспортного ескадрону у 3-й гвардійській кавалерійській дивізії 2-го гвардійського кавалерійського корпусу, а з жовтня 1943 року — у складі 1314-го стрілецького полку 17-ї стрілецької дивізії.
Особливо командир кулеметного взводу старшина М. М. Мартинов відзначився під час операції «Багратіон». 22-24 червня 1944 року, готуючись до прориву ворожої оборони, для проходження важкопрохідних болотистих ділянок виготовив рогатки і лотки для стрільби станкових кулеметів. 25 червня під час прориву ворожої оборони в районі села Замен-Риня Парицького району Поліської області (Білорусь) взвод під командуванням М. М. Мартинова, здолав болото, провалюючись по груди і ведучи кулеметний вогонь. Попри відчайдушний спротив ворога, взвод захопив перші три лінії траншей і відбив 7 контратак супротивника. Утримував зайнятий рубіж до підходу основних сил. Під час бою старшина М. М. Мартинов отримав поранення в руку, проте поле бою не полишив і продовжував командувати взводом. 29 червня, перебуваючи у розвідці в районі села Ольховатка того ж району, несподівано наштовхнувся на ворожу групу в кількості до 30 осіб, яка намагалась оточити штаб стрілецького батальйону. Ведучи вогонь, знищив до 10 солдатів супротивника, а решту розсіяв.
Після демобілізації працював механіком у МТС. З 1947 року — на пенсії. Мешкав у місті Темрюці Краснодарського краю, де й помер 1 квітня 1991 року.

## Нагороди
Указом Президії Верховної Ради СРСР від 24 березня 1945 року, «за зразкове виконання бойових завдань командування на фронті боротьби з німецькими загарбниками та виявлені при цьому відвагу і героїзм», старшині Мартинову Мойсею Микитовичу присвоєне звання Героя Радянського Союзу з врученням ордена Леніна і медалі «Золота Зірка» (№ 6106).
Також нагороджений орденом Вітчизняної війни 1-го ступеня (11.03.1985), двома орденами Червоної Зірки (04.10.1944,) і медалями.